# Rezerwat przyrody Kurhany-Namule
Rezerwat przyrody Kurhany-Namule – krajobrazowy rezerwat przyrody położony na terenie gminy wiejskiej Krasnystaw w powiecie krasnostawskim (województwo lubelskie).

## Powołanie
Obszar chroniony utworzony został 19 grudnia 2024 r. na podstawie Zarządzenia Regionalnego Dyrektora Ochrony Środowiska w Lublinie z dnia 4 grudnia 2024 r. w sprawie uznania za rezerwat przyrody „Kurhany-Namule” (Dz. Urz. Woj. Lubelskiego z 2024 r., poz. 5983). Powstał w ramach inicjatywy „100 rezerwatów na 100-lecie Lasów Państwowych”, stanowi pierwszy rezerwat chroniący kurhany w województwie lubelskim.

## Położenie
Rezerwat ma 1,51 ha powierzchni, co czyni go jednym z najmniejszych w Polsce. Obszar chroniony znajduje się w obrębie ewidencyjnym Widniówka Kolonia (na zachód od zabudowań wsi Zażółkiew, na południe od drogi wojewódzkiej nr 842), a pod kątem podziału lasów – w leśnictwie Namule. Położony jest w mezoregionie Wyniosłości Giełczewskiej, w całości leży w granicach Grabowiecko-Strzeleckiego Obszaru Chronionego Krajobrazu.

## Charakterystyka
Celem ochrony rezerwatowej jest „zachowanie stanowiska archeologicznego, które stanowi cmentarzysko kurhanowe datowane na okres wczesnego średniowiecza”. Ze względu na dominujący przedmiot ochrony typ obszaru chronionego określono jako kulturowy, a podtyp – zabytków, natomiast ze względu na główny typ ekosystemu typ określono jako leśny i borowy, a podtyp – lasów wyżynnych.
Cmentarzysko zostało zidentyfikowane w 1981 podczas badania Archeologicznego Zdjęcia Polski, leży ono na niewielkim wzniesieniu w środku lasu, u źródeł małego cieku wodnego uchodzącego do Żółkiewki. W 1983 z inicjatywy Wojewódzkiego Konserwatora Zabytków w Chełmie przeprowadzono badania trzech kopców i ich zawartości. W zespole grobów potwierdzono w nim występowanie 54 zorientowanych w osi wschód–zachód kurhanów o okrągłym i owalnym obrysie oraz średnicy 6–14 m i wysokości 0,4–1,5 m. Datowane jest ono na VII–IX wiek, w grobowcach odnaleziono fragmenty ceramiki, przepalone kości, węgle drzewne, polepę, narzędzia czy drewniane konstrukcje. Kurhany zostały wpisane do rejestru zabytków pod numerem C/171 i uchodzą za jedno z cenniejszych w tej części Polski. W tym samym lesie odnaleziono jeszcze kilka zespołów kurhanów, także chronionych jako zabytki.
Według stanu na grudzień 2024 rezerwat nie ma wyznaczonego planu ochrony ani zadań ochronnych.